# Reggie Workman
Reginald Workman (né le 26 juin 1937 à Philadelphie, Pennsylvanie) est un contrebassiste d'avant-garde jazz et de hard bop. Il a notamment travaillé avec John Coltrane, Wayne Shorter et Art Blakey.

## Récompenses
- 2020 : NEA Jazz Masters Fellowship[1]

## Discographie

### Commeleader
- 1977: Conversation (avec Cecil Bridgewater, Slide Hampton, George Adams, Albert Dailey, Michael Carvin, Lawrence Killian)
- 1986: Synthesis (Leo Records)
- 1987: Gaia (Leo)
- 1989: Images (Music & Arts)
- 1993; Summit Conference (Postcard Records)
- 1995: Cerebral Caverns (Postcard)
- 2000: Altered Spaces  (Leo)
- 2009: At this time avec Trio 3 + Geri Allen (Intakt)

### Commesideman

#### AvecJohn Coltrane
- Africa/Brass (1961)
- Olé Coltrane (1961)
- Impressions (1963)

#### AvecArt Blakey
- Ugetsu (Riverside, 1963)
- Free for All (Blue Note, 1964)
- Kyoto (Riverside, 1964)
- Indestructible (Blue Note, 1964)
- Golden Boy (Colpix, 1964)

#### AvecBobby Hutcherson
- Medina (1968)
- Patterns (1968)

#### AvecStanley Cowell,Billy Harper,Billy Hart
- Such Great Friends (1983)

#### Avec Earl Coleman
- Manhatten Serenade (1968)

#### AvecTakehiro Honda
- Jodo (1972)

#### AvecNew York Art Quartet
- Mohawk (1965)

#### AvecPharoah Sanders
- Karma (Pharoah Sanders Album) (1969)

#### AvecWayne Shorter
- Night Dreamer (1964)
- JuJu (1964)
- Adam's Apple (1966)

#### AvecElvin Jones
- Brother John (1982) avec Kenny Kirkland, Pat LaBarbera (Palo Alto Records)

#### AvecLakecia Benjamin
- 2020 : Pursuance: The Coltranes (Ropeadope)